# John Aubrey
Pour les articles homonymes, voir Aubrey.
Œuvres principales
- Brief Lives

Compléments
- « Minutes for Lives » (1813).

John Aubrey, né le 12 mars 1626 à  Easton Piers, près de Malmesbury et mort le 7 juin 1697, est un érudit et écrivain anglais, surtout connu pour son recueil de courtes biographies généralement publié sous le titre Brief Lives. Considéré comme un des fondateurs de l'archéologie britannique, il découvre les Aubrey holes à Stonehenge.

## Biographie
Issu d'une famille aisée de la gentry des marches galloises, John Aubrey vécut pendant des années en fils unique, élevé à la maison par un précepteur. Son père, Richard, un grand propriétaire terrien qui préferait le sport à la lecture, n'était pas un intellectuel. Aubrey lut les livres qui lui tombaient sous la main, dont les Essais de Francis Bacon et un cours de géométrie. Il étudia le latin dans la grammar school de Malmesbury sous la direction de Robert Latimer, qui avait eu Thomas Hobbes pour élève. C'est d'ailleurs chez Latimer qu'Aubrey rencontra pour la première fois ce philosophe dont il devait plus tard écrire la biographie. Il compléta sa formation élémentaire à la grammar school de Blandford Forum, dans le Dorset, et fut admis au Trinity College (Oxford) en 1642, mais ses études furent interrompues par la Première Révolution anglaise. Ses premiers écrits historiques datent de cette période d’Oxford. En 1646 il entama une formation juridique à Middle Temple, avant de retourner au Trinity College en 1647, se faisant de nouveaux amis à Oxford et collectionnant les livres. Il passait beaucoup de temps à la campagne, et en 1649 reconnut le premier dans les rochers d’Avebury des vestiges mégalithiques, dont il dressa le plan et dont il discute l'antiquité dans son recueil des Monumenta Britannica. Il devait par la suite avoir l'occasion de présenter le site d’Avebury à Charles II qui lui en fit la demande en 1663. Le père d'Aubrey mourut en 1652, lui léguant d'immenses terrains dans le Brecknockshire, le Herefordshire et le Wiltshire, mais pour la plupart grévés d'hypothèques. En 1666, il publia un nouveau plan de Stonehenge. Non totalement débarrassé des approximations littéraires fantaisistes et des légendes comme sources documentaires, il considait ces sites mégalithiques comme des temples druidiques.

## Sa carrière

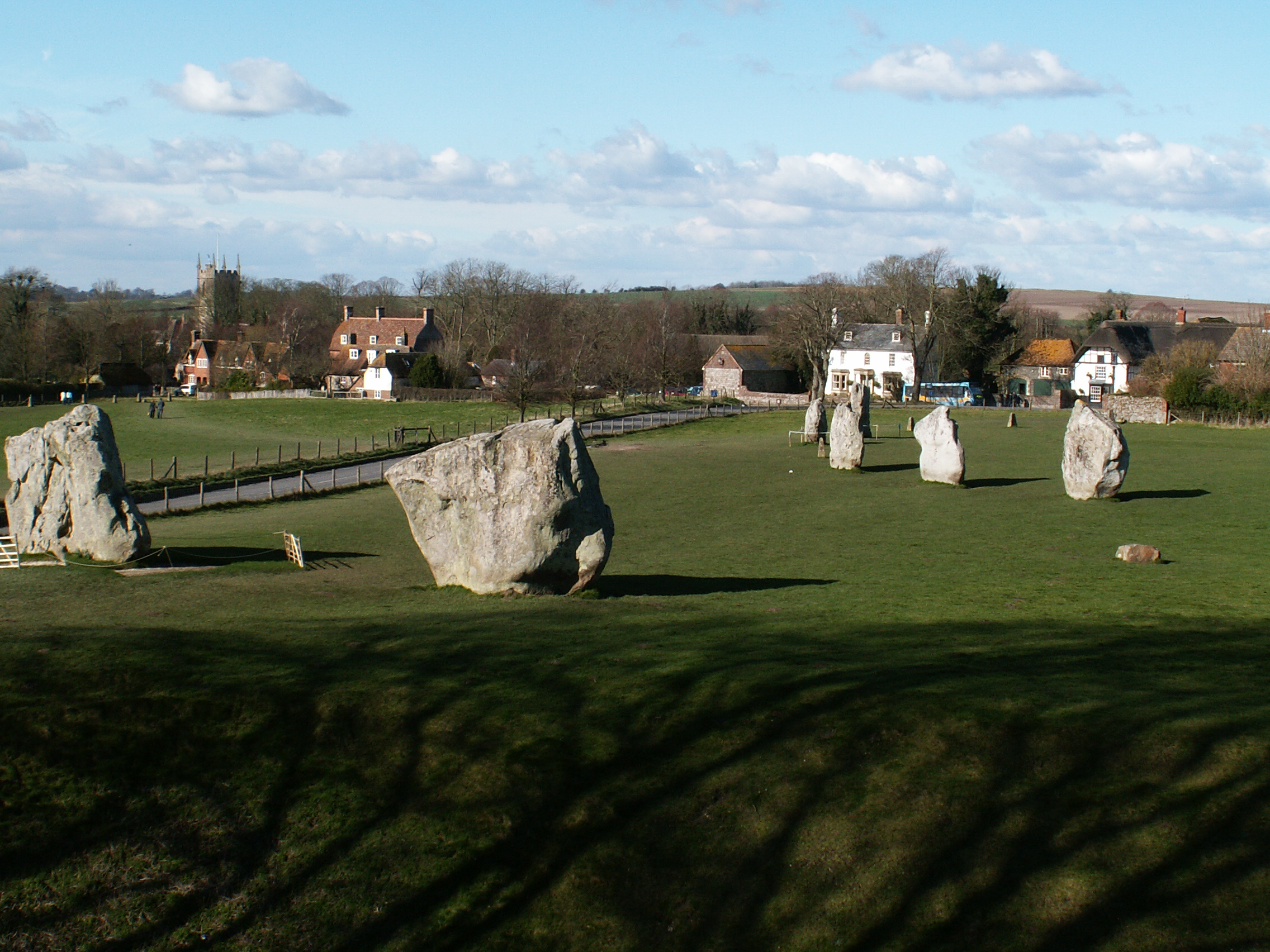
Vue partielle du sud de l'alignement intérieur des mégalithes à Avebury.

Son charme, son esprit et son enthousiasme permirent à Aubrey de faire la connaissance non seulement de la plupart des écrivains, savants, politiciens et aristocrates de son temps, mais aussi d'une palette extraordinairement variée de personnes beaucoup moins fortunées : libraires, marchands, couseuses du palais royal, mathématiciens et fabricants d'instruments. Aubrey se plaignait d'une mémoire capricieuse : aussi prit-il dès le début des années 1640 l'habitude de noter (mais sans ordre précis) ses observations sur la physique, sur les idées de ses amis, et sur l'histoire locale. Dans les années 1650, il entreprit d'écrire la vie des savants et en 1660 proposa à plusieurs connaissances du Wiltshire de collaborer à une histoire de la région. S'il ne reçut aucune contribution, il compila de son côté un recueil (inachevé) en 2 volumes, les Antiquités du Wiltshire, comportant quelques chapitres biographiques. D'ailleurs, le plus proche ami et collègue d'Aubrey, Anthony Wood, lui prédit qu'il se romprait quelque jour le cou par sa manie de descendre en courant les escaliers pour interviewer les hôtes ou les étrangers de passage. Aubrey était un Royaliste apolitique qui, quoiqu’il se réjouît des changements apportés par l’Interrègne, déplorait la perte des traditions et les destructions accompagnant la guerre civile et les bouleversements religieux. Il buvait à la santé du roi dans le Herefordshire de l’Interrègne, tout en assistant avec ferveur aux réunions du Rota Club républicain de Londres, fondé par James Harrington (l’auteur des Oceana).
En 1663 Aubrey fut coopté comme membre par la Royal Society. Il perdait l'une après l'autre les terres dont il avait hérité dans des procès, jusqu'à ce qu'en 1670 il doive se défaire de la demeure familiale, Easton Piers. Il dépendait désormais de l'hospitalité de ses amis, et en particulier de James Long, 2e baronnet et de sa femme Lady Dorothy de Draycot House, dans le Wiltshire, mais aussi de Sir William Petty et Sir Christopher Wren à Londres, Lord Thanet dans le Kent ou encore Edmund Wylde dans le Shropshire. En 1667 fit connaissance d’Anthony Wood à Oxford, et lorsque Wood commença à collecter des notes pour ses Athenæ Oxonienses, Aubrey lui offrit ses services. Il envoyait épisodiquement des résumés informels sous forme de lettres, puis en 1680 promit de rédiger un recueil d'anecdotes, « Minutes for Lives », dans lequel Wood pourrait puiser à discrétion.

## Composition et style

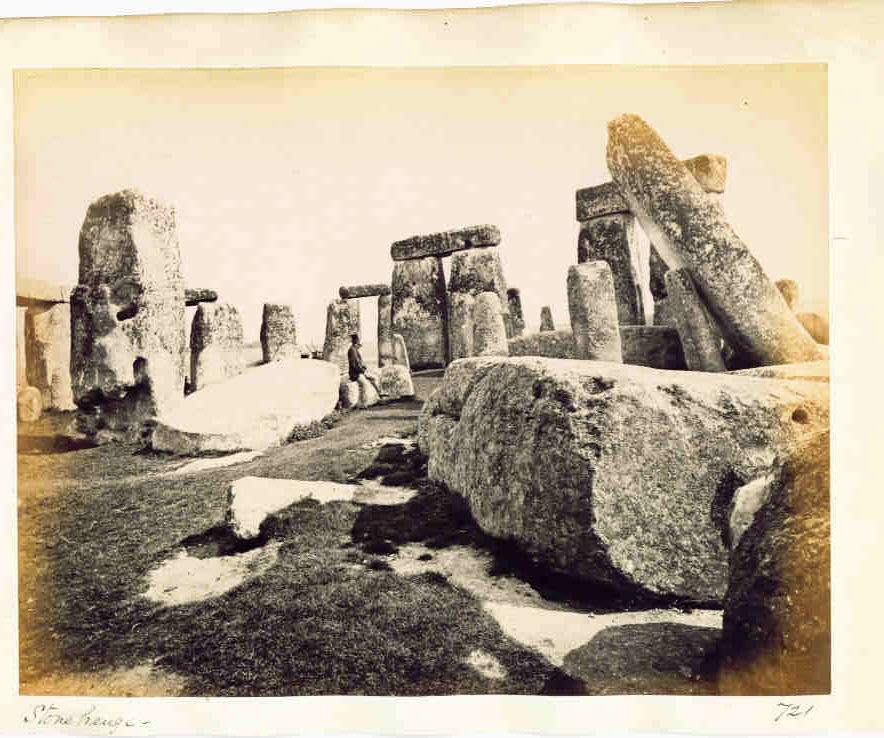
Photographie de Stonehenge de juillet 1877

Aubrey aborda sa tâche de biographe un peu comme les savants contemporains s'initiaient aux sciences naturelles : en collectionnant un grand nombre de spécimens dans leurs musées et leurs cabinet de curiosité. Amassant toutes les informations possibles, il abandonnait à Wood, et par delà à la postérité, l’essentiel du travail de vérification. Hôte des grandes maisons du pays, il n’avait ni le temps ni le goût des recherches systématiques, et il travaillait ordinairement à ses « Vies » le matin, alors que ses hôtes récupéraient encore des émotions de la soirée précédente.
Ces textes n'étaient, du propre aveu d’Aubrey, que des schediasmata, des « morceaux rédigés ex tempore », dans l’instant. Ici et là, il a laissé des trous sous forme de tirets ou de points de suspension pour les dates et les faits, augmentant ses notes de nouveaux faits chaque fois qu'on lui en apportait. Les marges de ses cahiers sont ponctuées de mentions personnelles, le plus souvent sous forme d'un quære (en latin : « à voir »), avec parfois une exhortation « à vérifier » (go and find out). Dans la Brief Life du Père Harcourt, Aubrey signale qu’un certain Roydon, brasseur à Southwark, serait en possession d’un rein momifié d’Harcourt. « J'ai pu le voir moi-même, écrit-il admiratif, il y tient beaucoup. »
Aubrey lui-même accordait la première importance à l'examen oculaire, et prit la peine d’examiner chaque fois qu'il le put non seulement la dernière demeure de ses personnages, mais aussi leurs portraits et les papiers qu'ils avaient laissés. Quoique son travail soit souvent taxé d'approximatif, cette accusation est quelque peu abusive. Dans la plupart des cas, Aubrey n'a écrit que ce qu'il voyait ou entendait. Lorsqu'il transcrit des récits de seconde main, il fait preuve d’un soin méticuleux dans la paternité des propos, comme on peut s'en rendre compte par la fascinante Life de Thomas Chaloner (qui, comme le note malicieusement Aubrey, se délectait de répandre des fausses rumeurs dans les allées de Westminster Hall, pour les trouver encore un peu plus déformées à son retour de déjeuner, comme dans le jeu du téléphone arabe). Une anecdote imprécise et scabreuse sur la mort de Chaloner s’avère-t-elle concerner James Chaloner et non Thomas, Aubrey conserve l'anecdote dans son texte, mais opère la correction par une note en marge. Plusieurs occurrences de ces rectificatifs suggèrent qu’Aubrey ne s'intéressait pas tant aux récits qu'il rapporte, qu'aux processus même de transmission et de corruption qui leur donnaient forme.

## Œuvres
Les notes personnelles manuscrites publiées par la suite sous le titre de Brief lives étaient le format idéal pour recueillir le trésor d’anecdotes controversées qui fait tout leur prix de nos jours, et à ce titre elles forment la contribution essentielle de John Aubrey à l’art moderne de la biographie. Toutefois lorsqu’Aubrey autorisa Anthony Wood à utiliser ces mêmes notes, il l’avertit que la plus grande partie de ces « Vies » restaient impropres à la publication (not fitt to be let flie abroad) tant que la personne et l’auteur étaient encore en vie. Il demanda d’ailleurs à Wood de se faire son censeur (my index expurgatorius) ; mais il semble que Wood ait davantage été réceptif à l’autorisation qu’à l’avertissement de son ami, et en 1692, Aubrey se plaignait amèrement que Wood ait mutilé quarante pages de son manuscrit, peut-être par crainte d'un procès en diffamation.
Wood fut finalement poursuivi pour insinuations contre l’intégrité de l’école de Clarendon. L'un des deux passages mis en cause s'appuyait sur les informations d’Aubrey, et cela explique sans doute l'éloignement entre les deux érudits et la description ingrate que donne Wood du vieil homme. Elle est passée à la postérité : « Un vagabond paresseux aux allures de chenille, valant à peine mieux qu'un dilettante ; qui par son extrême crédulité truffait ses nombreuses lettres à A. W. d'extravagances et d'inexactitudes qui parfois l’entraînaient dans la voie de l'erreur. »
Plus tard encore, Aubrey commença une Histoire du Nord-Wiltshire mais, sentant qu'il était trop âgé pour pouvoir en envisager le terme, il confia vers 1695 ses archives à Thomas Tanner (en), le futur évêque de St Asaph. L'année suivante parut sa seule œuvre aboutie, qui n’est toutefois pas la plus intéressante : l’« Anthologie » (Miscellanies). Aubrey mourut d'une attaque d’apoplexie alors qu'il voyageait, en juin 1697, et fut enterré dans le cimetière paroissial de St Mary Magdalene (Oxford).
Outre les œuvres déjà citées, ses écrits comprennent : 
- « Architectonica Sacra » et « Erin Is God » (des notes sur les antiquités ecclésiastiques)
- Une « Vie de M. Thomas Hobbes of Malmesbury », qui est la source de la biographie en latin du Dr Blackburn, et aussi bien sûr du récit de Wood.
- Certains passages de sa monographie sur le Surrey ont été incorporés à la Natural History and Antiquities of Surrey de Richard Rawlinson (1719). (Vol, I); Vol. II; Vol. III; Vol. IV; Vol. V
- Quelques-unes de ses notes historiques sur le Wiltshire ont été publiées dans Wiltshire: the Topographical Collections, édition corrigée et augmentée par J.E. Jackson (éd. Henry Bull, 1862) ;
- Une partie d'un autre manuscrit sur « The Natural History of Wiltshire » fut publiée par John Britton en 1847 pour le compte de la Wiltshire Topographical Society. Une édition facsimile en deux volumes avec transcription partielle de ses Monumenta Britannica a été publiée par John Fowles et Rodney Legg en 1980.
- Son Anthologie parut en 1890 pour le compte de la Library of Old Authors ;
- « Minutes for Lives » parut sous forme d'extraits en 1813. Une édition quasi-exhaustive, « Brief Lives chiefly of Contemporaries set down John Aubrey between the Years 1669 and 1696 », fut préparée par le Rév. Andrew Clark pour le compte de Clarendon Press en 1898 à partir des manuscrits conservés à la Bibliothèque bodléienne, à Oxford. Elle reste l'édition la plus sûre, malgré quelques euphémismes destinés à épargner les pudeurs victoriennes. L'édition préparée par John Buchanan-Brown pour Penguin Books (Harmondsworth, 2000) est plus accessible ; elle comporte une excellente introduction de Michael Hunter, dont l'étude John Aubrey and the Realm of Learning (Londres: Duckworth, 1975) est un compagnon indispensable.